# Meeting Areva 2012
Meeting Areva 2012 – mityng lekkoatletyczny, który odbył się 6 lipca w Paryżu. Zawody były siódmą odsłoną prestiżowej Diamentowej Ligi w sezonie 2012.

## Rezultaty

### Mężczyźni
| Konkurencja:                  | 1. miejsce          | Rezultat        | 2. miejsce             | Rezultat         | 3. miejsce            | Rezultat    |
| Bieg na 100 m                 | Tyson Gay           | 9,99            | Justin Gatlin          | 10,03            | Christophe Lemaitre   | 10,08       |
| Bieg na 800 m                 | David Rudisha       | 1:41,54 WL      | Antonio Manuel Reina   | 1:45,62          | Alfred Kirwa Yego     | 1:45,68     |
| Bieg na 5000 m                | Dejen Gebremeskel   | 12:46,81 WL, PB | Hagos Gebrhiwet        | 12:47,53 WJR, PB | Isiah Kiplangat Koech | 12:48,64 PB |
| Bieg na 3000 m z przeszkodami | Paul Kipsiele Koech | 8:00,57         | Brimin Kipruto         | 8:01,73          | Abel Mutai Kiprop     | 8:03,15     |
| Bieg na 400 m przez płotki    | Javier Culson       | 47,78 WL        | David Greene           | 47,84 PB         | Félix Sánchez         | 48,56       |
| Skok o tyczce                 | Renaud Lavillenie   | 5,77            | Konstadínos Filippídis | 5,62             | Björn Otto            | 5,62        |
| Trójskok                      | Leevan Sands        | 17,23           | Karl Taillepierre      | 16,84            | Harold Correa         | 16,76       |
| Pchnięcie kulą                | Dylan Armstrong     | 20,54           | Joe Kovacs             | 20,44            | Kim Juhl Christensen  | 20,02       |
| Rzut oszczepem                | Ołeksandr Pjatnycia | 85,67           | Vítězslav Veselý       | 83,93            | Jarrod Bannister      | 83,70       |

### Kobiety
| Konkurencja:                  | 1. miejsce             | Rezultat           | 2. miejsce             | Rezultat   | 3. miejsce           | Rezultat |
| Bieg na 200 m                 | Murielle Ahouré        | 22,55              | Bianca Knight          | 22,64      | Charonda Williams    | 22,70    |
| Bieg na 400 m                 | Amantle Montsho        | 49,77              | Novlene Williams-Mills | 49,95      | Francena McCorory    | 50,27    |
| Bieg na 1500 m                | Mariem Alaoui Selsouli | 3:56,15 NR, WL, PB | Aslı Çakır Alptekin    | 3:56,62 PB | Abeba Arigawi        | 3:58,59  |
| Bieg na 3000 m z przeszkodami | Habiba Ghribi          | 9:28,81            | Lidya Chepkurui        | 9:29,02    | Sofia Assefa         | 9:29,57  |
| Bieg na 100 m przez płotki    | Sally Pearson          | 12,40 WL           | Ginnie Crawford        | 12,59      | Tiffany Ofili        | 12,74    |
| Skok wzwyż                    | Chaunté Howard         | 1,97               | Ołena Hołosza          | 1,95       | Ruth Beitia          | 1,92     |
| Skok w dal                    | Jelena Sokołowa        | 6,70               | Shara Proctor          | 6,65       | Éloyse Lesueur       | 6,56     |
| Rzut dyskiem                  | Dani Samuels           | 61,81              | Sandra Perković        | 61,46      | Mélina Robert-Michon | 61,04    |

## Rekordy
Podczas mityngu ustanowiono 1 krajowy rekord w kategorii seniorów:
| Zawodnik               | Reprezentacja | Konkurencja         | Rezultat |
| ---------------------- | ------------- | ------------------- | -------- |
| Mariem Alaoui Selsouli | Maroko        | bieg na 1500 metrów | 3:56,15  |